# Treschenu-Creyers
Treschenu-Creyers este o comună în departamentul Drôme din sud-estul Franței. În 2009 avea o populație de 133 de locuitori.

## Evoluția populației
| An        | 1975 | 1982 | 1990 | 1999 | 2006 | 2009 |
| --------- | ---- | ---- | ---- | ---- | ---- | ---- |
| Populație | 118  | 104  | 96   | 108  | 129  | 133  |